# Robert Anderson
Robert Anderson (14 de junho de 1805 – 26 de outubro de 1871) foi um militar americano que notavelmente serviu no Exército da União durante a Guerra de Secessão. Ele comandou as tropas federais no que ficou conhecido como a primeira batalha da guerra civil americana em Forte Sumter, em abril de 1861; os Confederados bombardearam o forte e forçaram sua guarnição a se render, mas sem antes Anderson recusar-se a se submeter sem luta. Como resultado, Robert Anderson foi reconhecido como um herói no Norte e foi promovido ao posto de general de brigada e recebeu um comando no seu estado natal de Kentucky. Ele foi mais tarde transferido para Rhode Island, antes de se aposentar do serviço ativo em 1863.

## Galeria

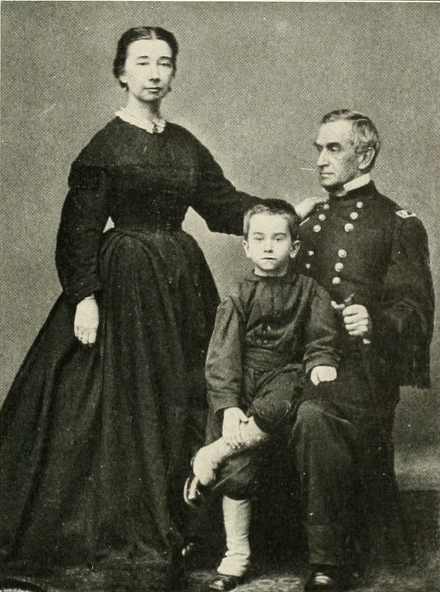
Robert Anderson e família
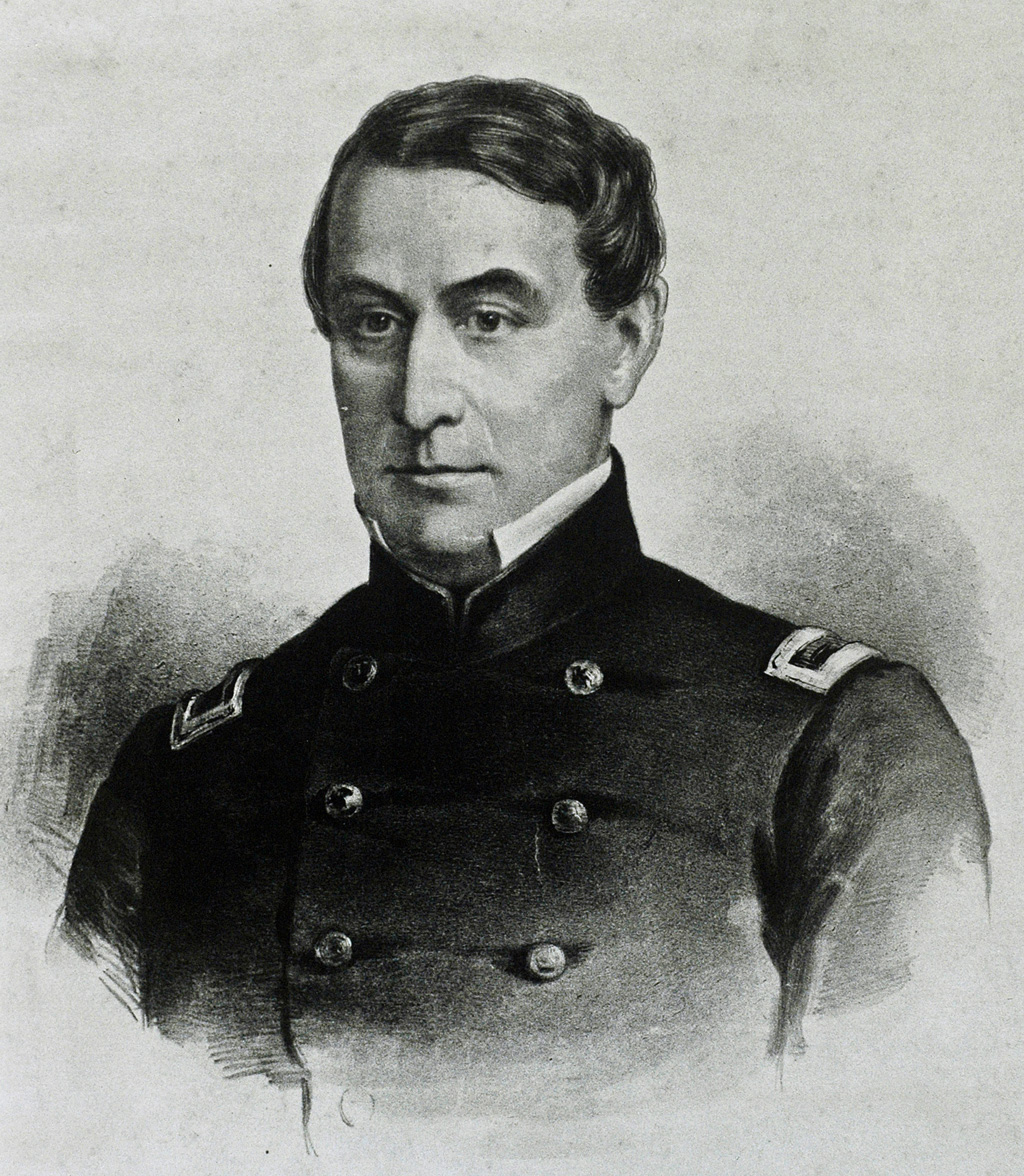
Major Robert Anderson